# Bernhard von Schkopp

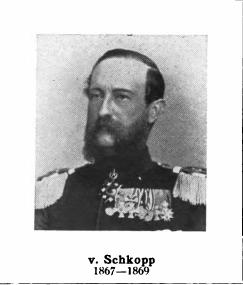
Bernhard von Schkopp (1817–1904)

Otto Bernhard von Schkopp (* 5. Februar 1817 in Polßen; † 8. Oktober 1904 in Wiesbaden) war ein preußischer General der Infanterie und Gouverneur von Straßburg.

## Leben

### Herkunft
Bernhard war Angehöriger derer von Schkopp sowie der Sohn des ehemaligen Kapitän im Dragonerregiment „von Brüsewitz“ und Telegrafeninspektors in Paderborn, Heinrich Gotthard Bogislav von Schkopp (1782–1852) und dessen Ehefrau Wilhelmine Elisabeth, geborene von Hanff († 1820).

### Laufbahn
Schkopp besuchte das Joachimsthalsche Gymnasium in Berlin. Nach dem Abitur begann er am 9. November 1836 ein Studium der Jurisprudenz und Kameralistik in Bonn. Hier wurde er 1836 Mitglied des Corps Rhenania. Vom Wintersemester 1837/38 bis zum Wintersemester 1839/40 setzte er sein Jura-Studium in Berlin fort.
Am 1. April 1840 trat er als Füsilier auf Beförderung in das Infanterie-Regiment Nr. 13 ein, wurde 1841 als Sekondeleutnant in das Infanterie-Regiment Nr. 37 versetzt und diente von 1843 bis 1847 als Regimentsadjutant. Am 5. August 1843 wurde er zum Infanterie-Regiment Nr. 25 versetzt und 1848 als Adjutant zum Generalkommando des VIII. Armee-Korps kommandiert. Am 16. Januar 1849 wurde er unter Belassung in diesem Kommando zum Premierleutnant im Infanterie-Regiment Nr. 30 befördert, 1852 zum Hauptmann im Infanterie-Regiment Nr. 36. 1856 wurde er Kompaniechef im Infanterie-Regiment Nr. 35. Im August 1857 trat er in den Großen Generalstab ein, im Januar 1858 kam er zum Generalstab der 11. Division.
Im März 1858 Major wurde Schkopp Führer des 2. Bataillons des 1. Posenschen Infanterie-Regiments Nr. 18, dann Bataillonskommandeur im 3. Posenschen Infanterie-Regiment Nr. 58 und am 18. Oktober 1861 zum Oberstleutnant befördert. Im August 1864 wurde er als Abteilungschef in das Kriegsministerium versetzt und am 18. Juni 1865 zum Oberst befördert. Im Feldzug gegen Österreich 1866 war er Kommandeur des Pommerschen Reserve-Infanterie-Regiments im 2. Reserve-Armeekorps. Am 4. April 1867 wurde er zum Kommandeur des 6. Rheinischen Infanterie-Regiments Nr. 68 ernannt. Ab Juni 1869 war er Generalmajor und Kommandeur der 44. Infanterie-Brigade. Am Deutsch-Französischen Krieg nahm er von der Schlacht bei Wörth bis vor Paris als Führer der 22. Division teil. Während der Belagerung von Paris war er Führer der 21. Division. Ausgezeichnet mit beiden Klassen des Eisernen Kreuzes wurde Schkopp nach dem Friedensschluss am 17. Juni 1871 zum Kommandeur der 27. Infanterie-Brigade ernannt. Daran schloss sich ab dem 12. April 1873 eine Verwendung als Kommandeur der 31. Division an und in dieser Eigenschaft avancierte er am 2. September 1873 zum Generalleutnant. Am 26. Januar 1878 wurde er Gouverneur von Straßburg. Aus Rücksicht auf die Gesundheit seiner Frau reichte Schkopp im Frührjahr 1881 seinen Abschied ein. Dieser wurde ihm am 12. März 1881 unter gleichzeitiger Verleihung des Charakters als General der Infanterie genehmigt.
Auf dem Hauptrelief des Niederwalddenkmals wurde er auf der linken Seite unter des Generälen des Norddeutschen Bundes abgebildet.

### Familie
Schkopp war zwei Mal verheiratet. Am 2. Juni 1849 ehelichte er in Luxemburg Louise Charlotte Amalie Wilhelmine Emilie (1827–1853), die Tochter des Generals Wilhelm von Wentzel (1791–1868). Nach deren Ableben heiratete er am 31. Oktober 1855 in Wallau Amalie Henriette Karoline, geborene Freiin von Breidenbach zu Breidenstein (1829–1897).

## Auszeichnungen
- Ritter der Ehrenlegion am 21. August 1852
- Osmanje-Orden III. Klasse am 10. September 1867
- Komtur I.Klasse des Hausordens vom Weißen Falken mit Schwertern am 18. März 1871
- Großkomtur des Bayerischen Militärverdienstordens am 11. Mai 1871
- Großkreuz des Albrechts-Ordens am 18. Januar 1875
- Roter Adlerorden I. Klasse mit Eichenlaub am 18. Januar 1877
- Kreuz und Stern der Komture des Königlichen Hausordens von Hohenzollern am 23. September 1879